# قانون اتحادیه اروپا
قانون اتحادیه اروپا (انگلیسی: Law of the European Union) نظامی از قوانین ابراتحادیه ملی است که در ۲۷ کشور عضو اتحادیه اروپا (EU) برقرار است. این قانون از زمان تأسیس سازمان زغال سنگ و فولاد اروپا در سال ۱۹۵۲، به مرور زمان رشد کرده است تا صلح، عدالت اجتماعی، اقتصاد بازار اجتماعی با اشتغال کامل و حفاظت از محیط زیست را ترویج دهد. معاهده‌های اتحادیه اروپا که توسط کشورهای عضو مورد توافق قرار گرفته‌اند، ساختار قانون اساسی آن را تشکیل می‌دهند. قانون اتحادیه اروپا توسط قوه قضاییه، که در مجموع به عنوان دیوان دادگستری اتحادیه اروپا شناخته می‌شود، تفسیر می‌شود و رویه قضایی اتحادیه اروپا توسط آن ایجاد می‌شود.
اعمال حقوقی اتحادیه اروپا توسط انواع مختلفی از رویه‌های قانونگذاری اتحادیه اروپا ایجاد می‌شوند که شامل پارلمان اروپا منتخب مردم، شورای اتحادیه اروپا (که نماینده دولت‌های عضو است)، کمیسیون اروپا (کابینه‌ای که به طور مشترک توسط شورا و پارلمان انتخاب می‌شود) و گاهی اوقات شورای اروپایی (متشکل از روسای کشورها) است. فقط کمیسیون حق پیشنهاد قانون را دارد.
اعمال حقوقی شامل مقررات است که به طور خودکار در همه کشورهای عضو قابل اجرا هستند؛ دستورالعمل‌ها که معمولاً با انتقال به قانون ملی لازم‌الاجرا می‌شوند؛ تصمیمات در مورد مسائل اقتصادی خاص مانند ادغام یا قیمت‌ها که برای طرفین مربوطه الزام‌آور هستند، و توصیه‌ها و نظرات غیر الزام‌آور. معاهدات، مقررات و تصمیمات اثر مستقیم دارند - آنها بدون اقدام بیشتر الزام‌آور می‌شوند و می‌توان در دعاوی به آنها استناد کرد. قوانین اتحادیه اروپا، به ویژه دستورالعمل‌ها، همچنین اثر غیرمستقیم دارند و تفسیر قضایی از قوانین ملی را محدود می‌کنند. عدم اجرای دقیق یک دستورالعمل توسط دولت ملی می‌تواند منجر به اجرای دستورالعمل توسط دادگاه‌ها (بسته به شرایط) یا اقدامات تنبیهی توسط کمیسیون شود. اجرا و تفویض اختیارات به کمیسیون اجازه می‌دهد اقدامات خاصی را در چارچوب تعیین شده توسط قانون (و نظارت کمیته‌های نمایندگان ملی، شورا و پارلمان) انجام دهد، معادل اقدامات اجرایی و وضع قوانین توسط آژانس در سایر حوزه‌های قضایی.
اعضای جدید در صورت موافقت با پیروی از قوانین اتحادیه می‌توانند به آن بپیوندند و کشورهای موجود می‌توانند طبق «الزامات قانون اساسی خود» از آن خارج شوند. خروج بریتانیا منجر به مجموعه‌ای از قوانین حفظ‌شده اتحادیه اروپا شد که در حقوق بریتانیا رونوشت شده‌اند.

## تاریخچه
پس از ویرانی اقتصادی و انسانی جنگ جهانی دوم، جامعه مدنی اروپا مصمم شد تا اتحادیه‌ای پایدار برای تضمین صلح جهانی از طریق ادغام اقتصادی، اجتماعی و سیاسی ایجاد کند.

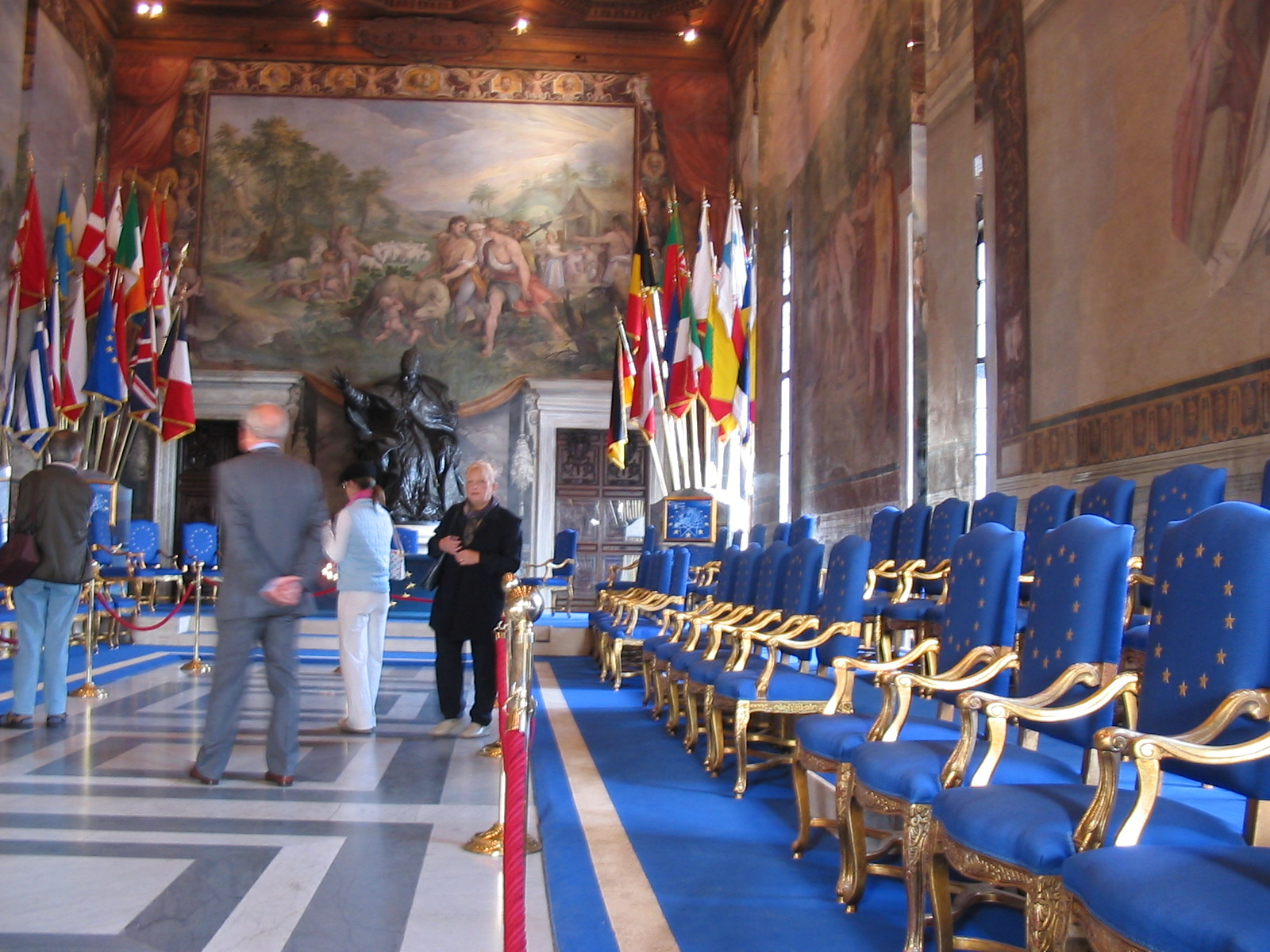
توافقنامه رم، که در موزه‌های کاپیتولین امضا شد، اولین معاهده بین‌المللی بود که ادغام اجتماعی، اقتصادی و سیاسی را در حوزه‌های محدود برای دولت-ملت‌ها پیش‌بینی می‌کرد.

برای «نجات نسل‌های آینده از بلای جنگ، که دو بار... غم و اندوه ناگفته‌ای را برای بشریت به ارمغان آورد»، منشور ملل متحد در سال ۱۹۴۵ تصویب شد و کنفرانس برتون وودز سیستم جدیدی از بانک جهانی، مالی و تجارت یکپارچه ایجاد کرد. همچنین، شورای اروپا که توسط معاهده لندن ۱۹۴۹ تشکیل شد، در سال ۱۹۵۰ یک کنوانسیون اروپایی حقوق بشر را تصویب کرد که توسط یک دادگاه فراملی جدید دادگاه در استراسبورگ نظارت می‌شد. پیش از این در سال ۱۹۴۶، وینستون چرچیل که در انتخابات عمومی بریتانیا در سال ۱۹۴۵ به عنوان نخست وزیر شکست خورده بود، خواستار تشکیل "فدراسیون اروپا" شده بود، اگرچه این به معنای قطع روابط بریتانیا با اتحادیه کشورهای مشترک‌المنافع نبود. در سال ۱۹۵۰، وزیر امور خارجه فرانسه روبر شومان پیشنهاد داد که با شروع ادغام تولید زغال سنگ و فولاد فرانسه و آلمان، باید "سازمانی با مشارکت سایر کشورهای اروپایی" ایجاد شود، جایی که "همبستگی در تولید" جنگ را "نه تنها غیرقابل تصور، بلکه از نظر مادی غیرممکن" می‌کند. معاهده پاریس ۱۹۵۱ اولین سازمان زغال سنگ و فولاد اروپا (ECSC) را ایجاد کرد که توسط فرانسه، آلمان غربی، بلژیک، هلند، لوکزامبورگ و ایتالیا، با ژان مونه به عنوان رئیس آن امضا شد. نظریه آن به سادگی این بود که اگر مالکیت و تولید اقتصاد هر کشور با هم مخلوط شود، جنگ به طرز غیرممکنی پرهزینه خواهد بود. این اتحادیه یک مجلس (که اکنون پارلمان اروپا نامیده می‌شود) برای نمایندگی مردم، یک شورای وزیران برای کشورهای عضو، یک کمیسیون به عنوان قوه مجریه، و یک دیوان دادگستری برای تفسیر قانون تأسیس کرد. در شرق، اتحاد جماهیر شوروی دولت‌های دیکتاتوری را مستقر کرده بود که آلمان شرقی و بقیه اروپای شرقی را کنترل می‌کردند. اگرچه ژوزف استالین در سال ۱۹۵۳ درگذشت و دبیر کل نیکیتا خروشچف او را در سال ۱۹۵۶ محکوم کرد، تانک‌های شوروی انقلاب دموکراتیک مجارستان ۱۹۵۶ را در هم کوبیدند و هر تلاش دیگر مردم آن برای دستیابی به دموکراسی و حقوق بشر را سرکوب کردند.

اتحادیه اروپا در سال ۲۰۱۳ از سازمان زغال سنگ و فولاد اروپا با ۶ کشور عضو، به اتحادیه‌ای متشکل از ۲۸ کشور عضو تکامل یافت. یک همه‌پرسی در بریتانیا منجر به خروج بریتانیا از این بلوک در سال ۲۰۲۰ شد و تعداد کل کشورهای عضو را به ۲۷ کشور کاهش داد.

در غرب، تصمیم از طریق توافقنامه رم ۱۹۵۷ برای راه‌اندازی اولین اتحادیه اقتصادی اروپا گرفته شد. این جامعه مجمع و دادگاه را با سازمان زغال سنگ و فولاد به اشتراک گذاشت، اما نهادهای موازی برای شورا و کمیسیون ایجاد کرد. بر اساس گزارش اسپاک سال ۱۹۵۶، این جامعه به دنبال از بین بردن تمام موانع تجارت در یک بازار واحد برای کالاها، خدمات، نیروی کار و سرمایه، و جلوگیری از تحریف رقابت و تنظیم حوزه‌های مورد علاقه مشترک مانند کشاورزی، انرژی و حمل و نقل بود. یک معاهده جداگانه برای سازمان اروپایی انرژی اتمی برای مدیریت تولید هسته‌ای امضا شد. در سال ۱۹۶۱، بریتانیا، دانمارک، ایرلند و نروژ درخواست عضویت دادند که در سال ۱۹۶۳ توسط شارل دوگل فرانسه وتو شد. اسپانیا نیز درخواست داد و رد شد زیرا هنوز توسط دیکتاتور فرانکو رهبری می‌شد. در همان سال، دیوان دادگستری اعلام کرد که جامعه، "نظم حقوقی جدیدی از حقوق بین‌الملل" را تشکیل می‌دهد. پیمان ادغام سرانجام ECSC و سازمان اروپایی انرژی اتمی را در EEC قرار داد. اندکی پس از آن، دوگل کمیسیون را تحریم کرد، چرا که معتقد بود این کمیسیون بیش از حد بر فراملی‌گرایی فشار می‌آورد. سازش لوکزامبورگ در سال ۱۹۶۶ توافق کرد که فرانسه (یا سایر کشورها) می‌توانند به جای تصمیم‌گیری با "اکثریت واجد شرایط"، مسائل مربوط به "منافع ملی بسیار مهم"، به ویژه مربوط به سیاست مشترک کشاورزی را وتو کنند. اما پس از رویدادهای مه ۱۹۶۸ در فرانسه و استعفای دوگل، راه برای پیوستن بریتانیا، ایرلند و دانمارک در سال ۱۹۷۳ باز شد. نروژ پیوستن به همه‌پرسی ۱۹۷۲ را رد کرده بود، در حالی که بریتانیا عضویت خود را در همه‌پرسی ۱۹۷۵ تأیید کرد.
گذشته از خود اتحادیه اقتصادی اروپا، قاره اروپا گذار عمیقی به سوی دموکراسی را تجربه کرد. دیکتاتورهای یونان و پرتغال در سال ۱۹۷۴ سرنگون شدند و دیکتاتور اسپانیا در سال ۱۹۷۵ درگذشت و این امر امکان الحاق آنها را در سال‌های ۱۹۸۱ و ۱۹۸۶ فراهم کرد. در سال ۱۹۷۹، پارلمان اروپا اولین انتخابات مستقیم خود را برگزار کرد که نشان دهنده اجماع فزاینده‌ای بود مبنی بر اینکه جامعه اقتصادی اروپا باید کمتر اتحادیه‌ای از کشورهای عضو و بیشتر اتحادیه‌ای از مردم باشد. قانون واحد اروپایی ۱۹۸۶ تعداد موضوعات معاهده‌ای را که در آنها از رأی اکثریت مشروط (به جای اجماع) برای قانونگذاری استفاده می‌شد، به عنوان راهی برای تسریع ادغام تجاری، افزایش داد. توافق‌نامه شنگن سال ۱۹۸۵ (که در ابتدا توسط ایتالیا، بریتانیا، ایرلند، دانمارک یا یونان امضا نشده بود) امکان جابجایی افراد را بدون هیچ گونه کنترل مرزی فراهم می‌کرد. در همین حال، در سال ۱۹۸۷، میخائیل گورباچف اتحاد جماهیر شوروی سیاست‌های «شفافیت» و «بازسازی» (گلاسنوست و [[[پرسترویکا]]) را اعلام کرد. این امر عمق فساد و اسراف را آشکار کرد. در آوریل ۱۹۸۹، جمهوری خلق لهستان سازمان همبستگی را قانونی کرد که ۹۹٪ از کرسی‌های پارلمان موجود را در انتخابات ژوئن به دست آورد. این انتخابات که در آن نامزدهای ضد کمونیست پیروزی چشمگیری کسب کردند، آغازگر مجموعه‌ای از انقلاب‌های مسالمت‌آمیز ضد کمونیستی در اروپای مرکزی و شرقی بود که در نهایت به سقوط کمونیسم منجر شد. در نوامبر ۱۹۸۹، معترضان در برلین شروع به تخریب دیوار برلین کردند که به نمادی از فروپاشی پرده آهنین تبدیل شد و بیشتر اروپای شرقی استقلال خود را اعلام کردند و تا سال ۱۹۹۱ به سمت برگزاری انتخابات دموکراتیک حرکت کردند.

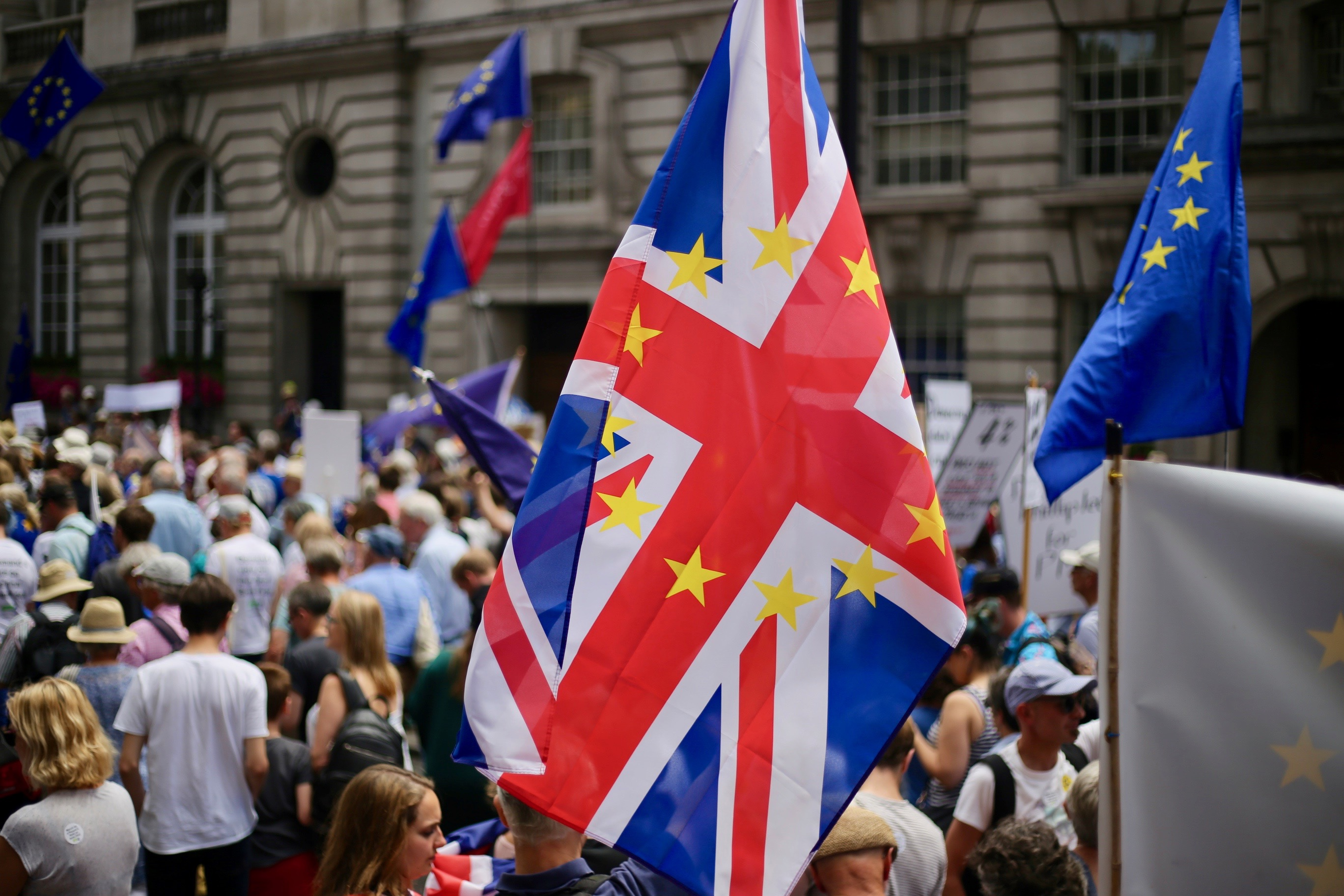
پس از همه‌پرسی برگزیت در سال ۲۰۱۶، اعتراضاتی هم برای خروج بریتانیا از اتحادیه اروپا و هم علیه آن صورت گرفت و اختلاف نظر قابل توجهی در مورد چگونگی تصویب برگزیت وجود داشت. بریتانیا سرانجام در سال ۲۰۲۰ از اتحادیه خارج شد، جایی که دولت تصمیم گرفت رابطه را به یک توافق تجارت آزاد بین‌المللی محدود کند. برخلاف اکثر کشورهای عضو، بریتانیا - همانطور که هست - به طور قابل توجهی تحت تأثیر قانون عرفی و نه قانون مدنی بود.

پیمان ماستریخت جامعه اقتصادی اروپا را به "اتحادیه اروپا" تغییر نام داد و اختیارات آن را گسترش داد تا شامل بخش اجتماعی شود، یک مکانیسم نرخ ارز اروپایی ایجاد کرد و هزینه‌های دولت را محدود کرد. بریتانیا در ابتدا از مقررات اجتماعی و سپس اتحادیه پولی پس از چهارشنبه سیاه در سپتامبر ۱۹۹۲ که در آن سفته‌بازان علیه واحد پول بریتانیا شرط‌بندی می‌کردند، خارج شد. سوئد، فنلاند و اتریش در سال ۱۹۹۵ به آن پیوستند، اما نروژ پس از همه‌پرسی ۱۹۹۴ دوباره تصمیم گرفت که این کار را نکند و در عوض بخشی از منطقه تجارت آزاد اروپا (EFTA) و بنابراین منطقه اقتصادی اروپا (EEA) باقی ماند و از اکثر قوانین اتحادیه اروپا پیروی کرد اما بدون هیچ حق رأی. در معاهده آمستردام، با یک دولت جدید کارگر، بریتانیا به بخش اجتماعی پیوست. سپس اتحادیه اروپا که به تازگی اعتماد به نفس پیدا کرده بود، تلاش کرد تا گسترش یابد. اول، معاهده نیس وزن رأی را متناسب‌تر با جمعیت کرد. دوم، واحد پول یورو در سال ۲۰۰۲ به گردش درآمد. سوم، پیوستن مالت، قبرس، اسلوونی، لهستان، جمهوری چک، اسلواکی، مجارستان، لتونی، استونی و لیتوانی بود. چهارم، در سال ۲۰۰۵ عهدنامه تدوین قانون اساسی اتحادیه اروپا پیشنهاد شد. این «قانون اساسی» پیشنهادی تا حد زیادی نمادین بود، اما توسط همه‌پرسی‌ها در فرانسه و هلند رد شد. بیشتر مفاد فنی آن در پیمان لیسبون گنجانده شد، بدون نمادهای احساسی فدرالیسم یا کلمه «قانون اساسی». در همان سال، بلغارستان و رومانی نیز پیوستند.

در طول بحران وام‌های مسکن پرریسک و بحران مالی ۲۰۰۸، بانک‌های اروپایی که در مشتقات سرمایه‌گذاری شده بودند، تحت فشار شدیدی قرار گرفتند. دولت‌های بریتانیا، فرانسه، آلمان و سایر کشورها مجبور شدند برخی از بانک‌ها را به بانک‌های دولتی جزئی یا کامل تبدیل کنند. در عوض، برخی از دولت‌ها بدهی‌های بانک‌های خود را تضمین کردند. در عوض، بحران مالی منطقه یورو زمانی توسعه یافت که سرمایه‌گذاری بین‌المللی عقب‌نشینی کرد و یونان، اسپانیا، پرتغال و ایرلند شاهد اعمال نرخ بهره بالای ناپایدار توسط بازارهای اوراق قرضه بین‌المللی بر بدهی‌های دولتی بودند. دولت‌های منطقه یورو و کارکنان بانک مرکزی اروپا معتقد بودند که نجات بانک‌هایشان با پذیرش بدهی یونان و اعمال اقدامات "ریاضت اقتصادی" و "تعدیل ساختاری" بر کشورهای بدهکار ضروری است. این امر انقباض بیشتر اقتصادها را تشدید کرد. در سال ۲۰۱۱، دو معاهده جدید، پیمان مالی اروپا و مکانیسم ثبات اروپا بین نوزده کشور منطقه یورو امضا شد. در سال ۲۰۱۳، کرواسی به اتحادیه پیوست. با این حال، پس از آنکه دولت حزب محافظه‌کار بریتانیا تصمیم به برگزاری رفراندوم در سال ۲۰۱۶ گرفت، بحران دیگری آغاز شد و فعالان «خروج» (یا «برگزیت») با ۷۲.۲ درصد مشارکت، ۵۱.۸۹ درصد آرا را به دست آوردند. این همه‌پرسی با توجه به سیستم حاکمیت مجلسی بریتانیا، از نظر سیاسی بی‌نتیجه بود و پس از انتخابات ۲۰۱۷ هیچ توافقی حاصل نشد، تا اینکه ۲۰۱۹ اکثریت محافظه‌کار را با تعهد مانیفستی برای پیشبرد برگزیت به ارمغان آورد. بریتانیا در فوریه ۲۰۲۰ از عضویت اتحادیه اروپا خارج شد و این خروج پیامدهای اقتصادی، ارضی و اجتماعی نامشخصی داشت.